# 교넨 법친왕
교넨 법친왕(일본어: 堯然法親王 ぎょうねん ほっしんのう[*], 게이초 7년 10월 3일 (1602년 11월 16일) - 간분 원년 윤8월 22일 (1661년 10월 15일))은 에도 시대 전기의 황족이자 승려이다. 천태종 엔랴쿠지 별원 몬제키 묘호인의 몬제키이다. 고요제이 천황의 6황자이고, 어머니는 지묘인 모토타카의 딸인 텐지 지묘인 모토코이다. 로쿠노미야(六宮)로 불렸다. 시호는 지온인(慈音院)이다.

## 약력
게이초 8년 (1603년), 죠인 법친왕의 후계가 되어, 묘호인에 들어갔고, 게이초 18년 (1613년), 친왕 선하를 받았다. 겐나 2년 (1616년)에 득도하여, 교넨(堯然)이라 칭했으며, 겐나 9년 (1623년), 2품에 올랐다.
간에이 17년 (1640년), 천대좌주가 되었고, 이후, 두차례 더 천대좌주에 임명되었지만, 메이레키 원년 (1655년), 3번째 좌주직은 사임했다.
서예가로, 회화, 꽃꽂이, 향도, 다도 (세키슈류)도 잘 알고 있었다.